# Syngenoherpiidae
De Syngenoherpiidae is een familie van weekdieren uit de orde Cavibelonia.

## Geslacht
- Syngenoherpia Salvini-Plawen, 1978